# We Made It
"We Made It" é um single lançado em 29 de abril de 2008, do rapper Busta Rhymes com parceria do Linkin Park. Chester Bennington e Mike Shinoda, vocalistas da banda norte-americana, participam do videoclipe.

## Faixas
1. "We Made It" (Versão do álbum) - 3:58
2. "We Made It" (A Capella - Editado) - 2:59
3. "We Made It" (Instrumental) - 3:56
4. "We Made It" (Video)

## Posições
| TOP (2008)                        | Melhor Posição |
| --------------------------------- | -------------- |
| Alemanha Top 100                  | 11             |
| Austrália ARIA Singles Chart      | 37             |
| Billboard Canadá Hot 100          | 40             |
| Billboard Hot 100                 | 65             |
| Billboard Pop 100                 | 47             |
| Irlanda Singles Chart             | 12             |
| UK Singles Chart                  | 10             |
| Nova Zelândia RIANZ Singles Chart | 13             |
| Polônia Singles Chart TOP 50      | 48             |
| Suécia Singles Chart              | 24             |
| Bulgária National Top 40          | 8              |
| Europa Hot 100                    | 14             |
| Noruega Singles Chart             | 11             |